# Флавер Туччі
Керол Моллой, відома як Фла́вер Ту́ччі (англ. Flower Tucci, нар. 2 січня 1978 року, Бербанк, Каліфорнія, США) — американська порноакторка.

## Біографія
Моллой працювала в пекарні, де прикрашала торти. У порноіндустрію прийшла, прочитавши оголошення в газеті LA Weekly. Її першим фільмом став Balls Deep 6, де вона знялась разом із Лексінгтоном Стілом. Через татуювання на спині в вигляді квітів та виноградної лози вона взяла псевдонім Флавер, а згодом додала Туччі, щоб її не плутали з азійською акторкою.
Окрім зйомок у порнофільмах, Флавер вела два радіошоу: The Porn Hunnies Smut Top 20 та Tushy Talk на радіо KSEX, і знялась в серіалі каналу Showtime Family Business. 
Вона є обличчям компанії з виробництва одягу Mofowear. У 2009 році вона заснувала акторське агентство Spiegler Girls. У 2009 році подала позов проти компанії RK Netmedia, якій належить Reality Kings, щоби отримати собі домен flowertucci.com.

## Нагороди та номінації
- 2007 AVN Award — Best Group Sex Scene, Video — Fashionistas: Safado[4]
- 2006 AVN Award — Best Specialty Release — Squirting — Flower's Squirt Shower 2